# Viborgs stadsmur

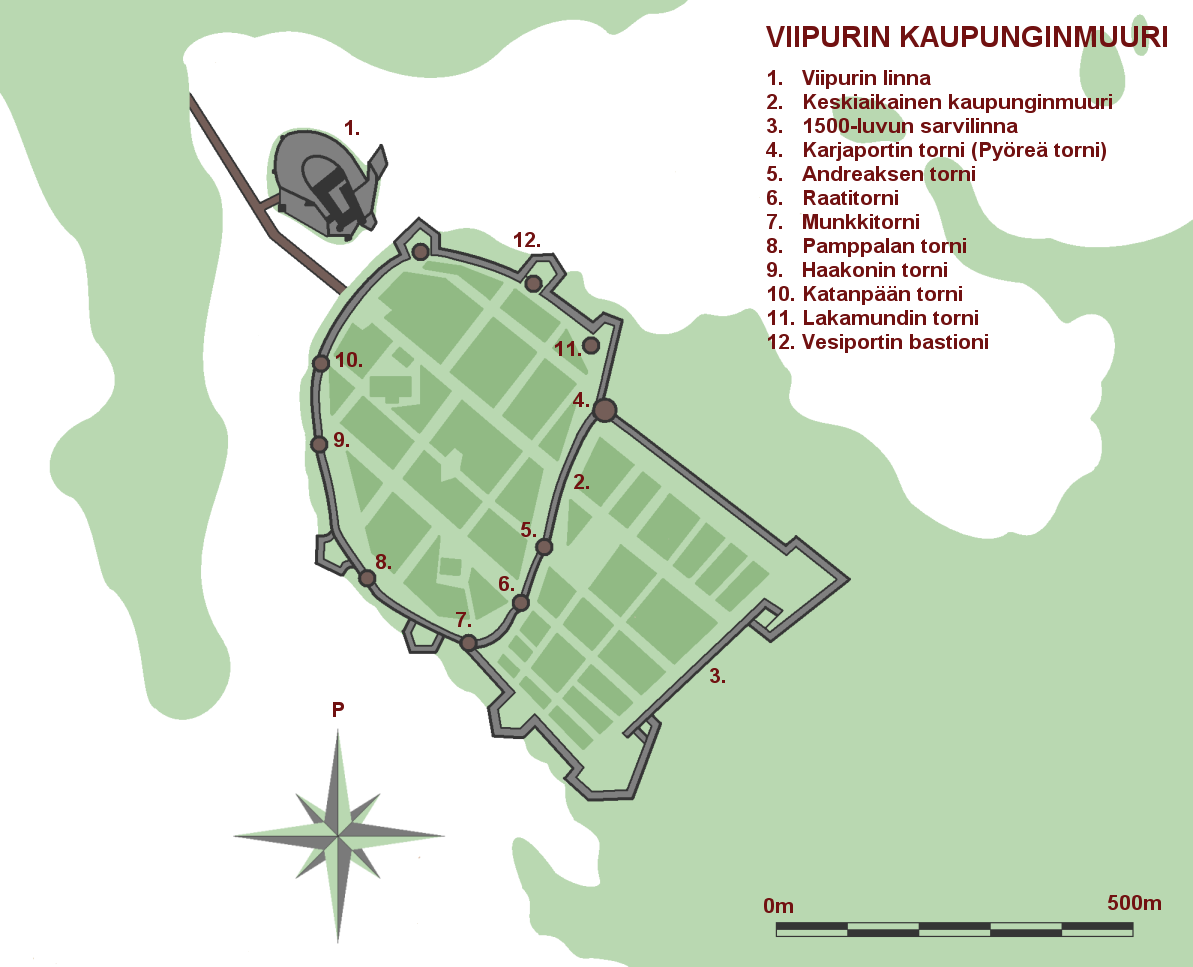
Viborgs stadsmur (vänster) och (Sarvilinnoitus) (öster) år 1750.

Viborgs stadsmur (finska: Viipurin kaupunginmuuri, ryska: Выборгская городская стена) var en medeltida stadsmur kring den numera ryska staden Viborg. Den byggdes under 1470-talet av ståthållaren Erik Axelsson Tott. Muren hade 10 torn, varav Rådstornet och Runda tornet bevarats. Ett av tornen var Sankt Andreas torn där den Viborgska smällen sägs ha ägt rum under den ryska belägringen år 1495.
På slutet av 1500-talet stärktes muren med flera bastioner och en ny försvarsmur som byggdes öster om den medeltida stadsmuren. Nästan hela muren och dess bastioner revs på 1700- och 1800-talet. Under den finska tiden år 1930 byggdes det av Uno Ullberg ritade Viborgs konstmuseum på Pantsarlaks bastion, som är den enda bevarade bastionen.